# Stanley Kamel

Stanley Kamel (1 de enero de 1943 — 8 de abril de 2008) fue un actor estadounidense, conocido especialmente por su papel en la serie Monk como el Dr. Kroger, el psiquiatra de Adrian Monk.

## Biografía
Kamel nació y se crio en South River, en Nueva Jersey Estudió en la escuela Rutgers y comenzó su carrera como actor en Broadway. Su primer papel en televisión fue en la telenovela de la NBC «Los días de nuestras vidas» (Days of Our Lives), como Eric Peters. 
En sus treinta años de actor, Kamel participó como estrella invitada en casi un centenar de series de televisión, como Misión Imposible (no acreditado), El escuadrón audaz, Sexto sentido, McMillan y esposa, Kojak, Quincy, M.E., Los ángeles de Charlie, Mork del planeta Ork, Apartamento para tres, Cagney y Lacey, Knight Rider, LA Law, Sr. Belvedere, Matlock, Las chicas de oro, MacGyver, Melrose Place, Beverly Hills, 90210, Urgencias, Siete en el paraíso, Policías de Nueva York, Star Trek: La nueva generación, Murder One, Dark Angel, A dos metros bajo tierra, El ala oeste de la Casa Blanca y Monk. Además de televisión, también participó en algunos largometrajes: Domino, Inland Empire, y The Urn.
Se hizo conocido por interpretar al Dr. Kroger en la serie Monk, un psiquiatra de infinita paciencia.

## Muerte
El 8 de abril de 2008 Kamel apareció muerto en su domicilio de Hollywood Hills. La policía estimó que la causa de la muerte fue un ataque al corazón. Tenía 65 años.
El primer episodio de la séptima temporada de la serie Monk, El Sr. Monk compra una casa,  en el que Monk resuelve sus problemas comprando otra casa para olvidarse de su querido amigo, está dedicado a su memoria.